# Sbam!
Sbam! è un singolo del cantautore italiano Jovanotti e del gruppo musicale italiano Ackeejuice Rockers, pubblicato il 27 settembre 2018.

## Descrizione
Si tratta di una versione remixata del brano omonimo originariamente inserito nel quattordicesimo album in studio di Jovanotti, Oh, vita!, ad opera del duo Ackeejuice Rockers.

## Video musicale
Il 26 settembre 2018 è stato pubblicato sul canale YouTube del cantante un lyric video del brano.

## Tracce
1. Sbam! (Rub-a-Dub Version) – 4:04
2. Sbam! (Dub Version) – 4:04